# Кемляйн, Алёша
Алёша Ке́мляйн (нем. Aljoscha Kemlein; родился 2 августа 2004 года, Берлин, Германия) — немецкий футболист, полузащитник берлинского «Униона».

## Клубная карьера
Алёша Кемляйн — воспитанник «Берлинер Аматойр» и «Унион (Берлин)». За последних дебютировал 20 августа 2023 года в матче 1-го тура Бундеслиги против «Майнц 05».

## Карьера в сборной
За сборные Германии до 18 и 19 лет сыграл 7 матчей.